# Daler Kuziáyev
Daler Adiámovich Kuziáyev (en ruso: Далер Адьямович Кузяев; Naberezhnye Chelny, 15 de enero de 1993) es un futbolista ruso que juega en la demarcación de centrocampista y se encuentra sin equipo tras abandonar el Le Havre A. C.

## Selección nacional
Hizo su debut con la selección de fútbol de Rusia el 7 de octubre de 2017 en un partido amistoso contra Corea del Sur que finalizó con un resultado de 4-2 a favor del combinado ruso tras los goles de Fyodor Smolov, Aleksey Miranchuk y dos autogoles de Kim Ju-young para Rusia, y de Kwon Kyung-won y Ji Dong-won para Corea del Sur. El 3 de junio, el seleccionador Stanislav Cherchesov le convocó para formar parte del equipo que disputaría la Copa Mundial de Fútbol de 2018.
Durante el Mundial se ganó un lugar como titular en el mediocampo de la selección de Rusia. En el partido de cuartos de final contra Croacia que finalizó empatado 2 a 2, marcó su penalti en la definición por penaltis, pero no fue suficiente para que Rusia pasara a las semifinales.

### Participaciones en Copas del Mundo
| Mundial                        | Sede  | Resultado        | Partidos | Goles |
| ------------------------------ | ----- | ---------------- | -------- | ----- |
| Copa Mundial de Fútbol de 2018 | Rusia | Cuartos de final | 5        | 0     |

## Clubes
| Club                       | País    | Año       | Partidos | Goles |
| -------------------------- | ------- | --------- | -------- | ----- |
| FC Karelia Petrozavodsk    | Rusia   | 2012-2013 | 23       | 0     |
| FC Neftekhimik Nizhnekamsk | Rusia   | 2013      | 15       | 0     |
| Ajmat Grozni               | Rusia   | 2014-2017 | 75       | 0     |
| Zenit de San Petersburgo   | Rusia   | 2017-2023 | 183      | 22    |
| Le Havre A. C.             | Francia | 2023-2025 | 46       | 4     |

## Palmarés

### Títulos nacionales
| Título                | Club                     | País  | Año  |
| --------------------- | ------------------------ | ----- | ---- |
| Liga Premier de Rusia | Zenit de San Petersburgo | Rusia | 2019 |
| Liga Premier de Rusia | Zenit de San Petersburgo | Rusia | 2020 |
| Copa de Rusia         | Zenit de San Petersburgo | Rusia | 2020 |
| Supercopa de Rusia    | Zenit de San Petersburgo | Rusia | 2020 |
| Liga Premier de Rusia | Zenit de San Petersburgo | Rusia | 2021 |
| Supercopa de Rusia    | Zenit de San Petersburgo | Rusia | 2021 |
| Liga Premier de Rusia | Zenit de San Petersburgo | Rusia | 2022 |
| Supercopa de Rusia    | Zenit de San Petersburgo | Rusia | 2022 |
| Liga Premier de Rusia | Zenit de San Petersburgo | Rusia | 2023 |